# Aage Frandsen
Aage Valdemar Harald Frandsen (Copenhaguen, 18 d'octubre de 1890 – Copenhaguen, 24 de març de 1964) va ser un gimnasta artístic danès que va competir a començaments del segle xx.
El 1920 va prendre part en els Jocs Olímpics d'Anvers, on va guanyar la medalla d'or en el concurs per equips, sistema lliure del programa de gimnàstica.